# Roncocesi
Roncocesi o Villa Roncocesi (Runsēş in dialetto reggiano, Runci Sisuli in latino) è una frazione (o villa) del comune di Reggio Emilia posta a 7 km dal centro della città, nella zona ovest del territorio comunale. È situata al confine con il comune di Cadelbosco di Sopra, a ridosso dell'autostrada A1 e della linea ferroviaria ad Alta velocità Milano-Bologna.

## Geografia fisica
La frazione si trova in una zona di media pianura a nord della via Emilia, a circa 42 m s.l.m. È attraversata da diversi rii e canali, fra cui il cavo Guazzatoio (o Guazzatore) ed è lambita dai torrenti Crostolo e Modolena.
Collocata in un ambito extraurbano è delimitata, a nord dell'Autostrada del Sole e della Tav, da una zona di particolare interesse paesaggistico e ambientale rappresentata dal cosiddetto paesaggio delle bonifiche benedettine.
Roncocesi confina a nord con il comune di Cadelbosco di Sopra, a sud con la frazione di Pieve Modolena, a est con le frazioni di Sesso e Cavazzoli, a ovest con la frazione di Cella.

## Storia
La località è nominata per la prima volta, assieme alla sua corte e al castello, nel 980 e nel 1052. Il toponimo deriva da “ronco” (ossia area disboscata) e “cesi” (che potrebbe riferirsi alla vicina località di Sesso).
La primitiva cappella e il castello (oggi scomparso) erano collocati a metà dell'attuale via San Biagio, nella zona settentrionale della frazione, e facevano parte della chiesa di Reggio, poi concessi in feudo e dipendente dai monaci di San Tommaso di Reggio. Il castello di Roncocesi, nel XIV secolo, fu dato in feudo dal vescovo di Reggio a Feltrino Gonzaga. La località, tuttavia, figura come comune autonomo in un documento del 1447. Proprio nel XV secolo le ripetute alluvioni e gli straripamenti del Crostolo e della Modolena indussero la comunità a costruire l'attuale chiesa nel luogo che la ospita tuttora, denominato Carrobbio (da quadrivio, poiché in loco vi era l'incrocio fra la strada principale di Roncocesi e le antiche vie che portavano alla chiesa vecchia di Cella e alla pieve di Modolena). La chiesa attuale fu costruita a partire dal 1575: nei secoli successivi fu ampliata e rimaneggiata sino alla forma attuale. 
Le grandi trasformazioni del paesaggio furono caratterizzate dalle opere di bonifica, proseguite per tutti i secoli successivi, e accentuate con la costruzione della ferrovia Milano-Bologna (1859), a sud del paese, e dalla strada comunale di Cavazzoli (attuale via Rinaldi) che rese più agevole il collegamento della frazione con la città. Nel 1959 fu aperta al traffico l'Autostrada del Sole che separò il nucleo della frazione dalle case coloniche poste nella zona settentrionale del territorio. 
La villa, da sempre in prima linea nell'impegno politico nel campo socialista, facilitato anche al tessuto sociale formato da numerosi braccianti agricoli e contadini, ospitò già a inizio Novecento la cooperativa di consumo, un teatro e la latteria sociale per la produzione del Parmigiano-Reggiano. Durante la Resistenza, ebbe sede in loco un importante distaccamento partigiano intitolato al giovane partigiano caduto Rolando Iotti, figura di spicco della guerra di Liberazione a Reggio Emilia. 
Nei primi anni del dopoguerra, su impulso di molte famiglie della frazione, il Comune di Reggio decise di costruire l'edificio che ospita l'attuale scuola elementare.
Roncocesi ha dato i natali al cantante italiano Zucchero, vissuto in loco fino all'età di 13 anni, ed è stata l'ultima residenza del fotografo reggiano Luigi Ghirri. Dalla metà degli anni Novanta si è radicata in loco una grande comunità calabrese, proveniente in larga parte dal paese di Cutro.

## Monumenti e luoghi di interesse
La frazione, a vocazione prevalentemente residenziale e agricola, presenta elementi architettonici di valore storico:

### Architetture religiose
- Chiesa parrocchiale di San Biagio vescovo, via Carlo Marx (secc. XVI - XIX).
- Cimitero di Roncocesi, via Villana (1920 ca.).

### Architetture civili
- Casa Iemmi, casa colonica, via Carlo Marx, 92 (sec. XVIII).
- Le Basse, casa colonica, via San Biagio 26 (sec. XVIII).
- Chiavica Vecchia, casa colonica, via San Biagio 21 (sec. XVII).
- Casa Verzelloni, casa colonica, via Villana (sec. XVIII).
- La Punta di Roncocesi, manufatto idraulico sul cavo Guazzatoio, via Carlo Marx (sec. XX).
- Opera Pia La Valle, antica tenuta già dell'Opera Pia della Carità, via Ferraroni (sec. XVI).[6]

### Altro
- Monumento ai caduti di Roncocesi delle due guerre mondiali e della Resistenza, via Carlo Marx (1946)[7].
- Centuriazione romana, presente nel tronco settentrionale di via San Biagio a lato del torrente Modolena[8].

### Siti archeologici
- Casa San Biagio e Cavaliere, area su cui insistevano la primitiva cappella di san Biagio e il castello di Roncocesi, via San Biagio.

### Aree naturali
Il paesaggio agricolo di Roncocesi fa parte del sistema delle bonifiche storiche e delle acque derivate e delle opere idrauliche. A est è lambito dal parco fluviale del torrente Crostolo percorribile a piedi o in bicicletta attraverso l'omonima passeggiata naturalistica, che insiste sull'alzaia occidentale del corso d'acqua.

#### Parchi
- Parco di Roncocesi, via Villana-via Sansovino[10].
- Parco Amarenzio Montanari, piazza Ovidio Fontanesi[11].
- Parco del Campo sportivo di Roncocesi.[12]

## Società
La popolazione, dal 2000 al 2015, ha avuto un incremento del 106% portandosi oggi a circa 2000 unità. L'indice di vecchiaia è molto basso rispetto alla media comunale (49,9 contro 137,23) e il tasso di natalità superiore a confronto con il dato complessivo del capoluogo (13,5 contro 8,9). Il numero di componenti medi per famiglia è superiore al dato generale del comune (2,3 membri contro 2,1). Gli stranieri sono il 13,8% (rispetto al 18% complessivo di tutto il comune) e arrivano per la maggior parte da Marocco, Albania, Nigeria e Moldavia.

### Tradizione e folclore
- Sagra di San Biagio (1ª domenica di febbraio - 1ª domenica di settembre).

### Istituzioni, enti e associazioni
- Centro sociale Gianni Tasselli, via Rolando Iotti 2/d[15].
- Sezione ANPI Rolando Iotti, via Carlo Marx 58.

## Cultura
Nella frazione hanno sede diverse istituzioni educative e culturali: 

### Scuola primaria
- Scuola primaria statale San Giovanni Bosco[16], via Rolando Iotti 2.

### Eventi
I principali eventi dell'anno nella frazione sono:
- Camminata di Roncocesi (giugno).
- Rönkofest, festa del paese e della birra (giugno).
- Torneo delle Contrade (settembre).

## Geografia antropica
Il centro abitato si è sviluppato a partire dal secondo dopoguerra attorno al nucleo della chiesa. La prima espansione urbana degna di nota risale agli anni '70 anche se la crescita edilizia più consistente è della seconda metà degli anni Novanta e 2000 che portò a triplicare i residenti. Le aree produttive e terziarie sono marginali. Una futura area di espansione industriale della frazione è prevista a ridosso del centro abitato sul margine meridionale dell'autostrada.
In via Villana è presente una torre piezometrica e i relativi pozzi di Iren Spa.

## Economia
La frazione ospita principalmente residenti che lavorano nelle zone industriali e terziarie della città e della provincia. Le attività locali riguardano il commercio al dettaglio, l'edilizia, l'agricoltura e le attività derivate come quelle lattiero-casearie e vitivinicole nonché alcune attività produttive operanti nel settore degli accessori per autoveicoli e della meccanica idraulica.

## Infrastrutture e trasporti
La frazione dispone di un percorso ciclopedonale che la mette in comunicazione con la città fiancheggiando la strada principale di Cavazzoli. Dagli anni 2000 il centro abitato è bypassato dalla variante di via Carlo Marx, un raccordo che ha dirottato fuori dal paese il traffico di attraversamento fra la via Emilia e Cadelbosco di Sopra.
Roncocesi è collegata alla città da una sola linea di trasporto pubblico a frequenza oraria esercita da Seta non operativa nei giorni festivi.

## Sport

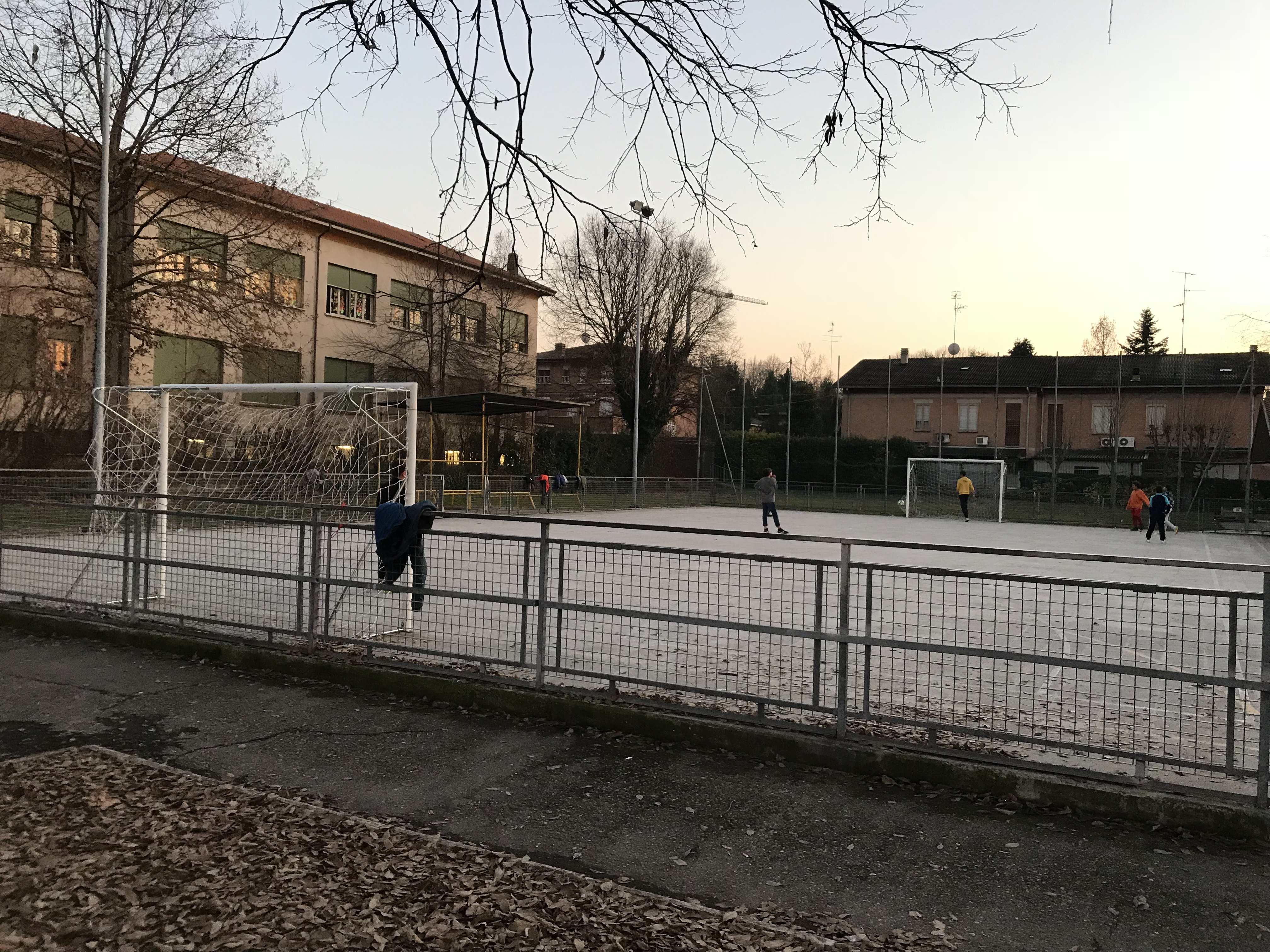
La pista polivalente di Roncocesi e, a sinistra, la scuola elementare

A Roncocesi è presente un campo sportivo comunale, che dispone di due campi da calcio e spogliatoi. L'impianto è gestito dalla società Virtus Libertas A.s.d che dispone anche di una scuola calcio.
Dalla metà degli anni 1980 e sino alla seconda metà degli anni 2010 era attivo un bocciodromo situato presso il locale centro sociale.
Fra il centro sociale e la scuola è collocata una pista polivalente comunale.